# Cyanocharax
Cyanocharax és un gènere de peixos de la família dels caràcids i de l'ordre dels caraciformes.

## Taxonomia
- Cyanocharax alburnus (Hensel, 1870)[2]
- Cyanocharax alegretensis (Malabarba & Weitzman, 2003)[3]
- Cyanocharax dicropotamicus (Malabarba & Weitzman, 2003)[3]
- Cyanocharax itaimbe (Malabarba & Weitzman, 2003)[3]
- Cyanocharax lepiclastus (Malabarba & Weitzman, 2003)[3]
- Cyanocharax tipiaia (Malabarba & Weitzman, 2003)[3]
- Cyanocharax uruguayensis (Messner, 1962)[4][5][6][7][8][9]